# Cycloramphus migueli
Cycloramphus migueli är en groddjursart som beskrevs av Heyer 1988. Cycloramphus migueli ingår i släktet Cycloramphus och familjen Cycloramphidae. IUCN kategoriserar arten globalt som otillräckligt studerad. Inga underarter finns listade i Catalogue of Life.